# 彩虹龍屬
彩虹龍屬是生存於侏羅紀晚期的近鳥類恐龍，化石發現於中國河北省東部，屬於近鳥龍科，並和該科的曉廷龍存在姐妹群的親緣關係。保存良好的化石顯示，彩虹龍在眼睛前方有三角形的骨質頭冠，而由羽毛保留的黑色素體排列方式比對，彩虹龍的羽毛可能具有帶七彩光澤的結構色。

## 特征
身長40公分，活躍於晚侏罗世的中國，化石样本最早发现于河北省北部的青龙满族自治县干沟乡，2018年命名。其拥有不对称飞羽。
2014年，其恐龙化石被发现于河北省青龙县，之后沈阳师范大学古生物学院教授胡东宇、中科院古脊椎动物与人类研究所研究员徐星牵头对化石进行了研究，并最终将其命名为巨嵴彩虹龙。1月15日，英国《自然通讯》杂志发表了最新研究成果。